# بند انبارگاه
بند انبارگاه مربوط به دوره ساسانیان است و در شهرستان گچساران، بخش مرکزی، دهستان لیشتر، ۳ کیلومتری جنوب روستای انبارگاه واقع شده و این اثر در تاریخ ۱۳ آبان ۱۳۸۶ با شمارهٔ ثبت ۱۹۷۴۴ به‌عنوان یکی از آثار ملی ایران به ثبت رسیده است.